# کونیهیکو اوباتا
کونیهیکو اوباتا (انگلیسی: Kunihiko Obata؛ زادهٔ ۱۷ اکتبر ۱۹۸۰) کشتی‌گیر اهل ژاپن است.